# 邪惡圖書館系列
《邪惡圖書館》（Alcatraz series）是美國作家布蘭登·山德森的青少年奇幻文學作品，全系列共有六集。但由於與出版社的合約問題，目前只推出了四集。
2022年英文版推出第六集完結篇。

## 簡介
身為一個破壞王的孤兒史亞克在十三歲生日收到一個有一張便條和一袋沙子的包裹。一天後，一名自稱是史亞克爺爺的奇怪老人史理文來到亞克家，詢問關於包裹的事，亞克卻發現沙子被照顧他的社工傅來琪女士偷走。史理文告訴亞克，他是一個史家人，而每一個史家人都擁有一種特別的天賦，當中以亞克的特殊天賦——弄壞東西最爲罕見。同時，亞克也是一名眼鏡俠，能使用經過亮沙照射過的鏡片，對抗包含傅來琪女士在内的邪惡圖書館員。原來圖書館員一直掩飾事實，誤導人們，將佔領的地方稱爲「哈噓國度」（例如美國和加拿大）！於是，亞克和爺爺一同跟史家親戚小唱、昆汀潛入圖書館，拿回沙子。

## 小説
- 眼鏡的秘密（Alcatraz Versus the Evil Librarians）
- 幽靈館長的詭計（Alcatraz Versus the Scrivener's Bones）
- 水晶騎士的戰鬥（Alcatraz Versus the Knights of Crystallia）
- 最後的暗黑天賦（Alcatraz Versus the Shattered Lens）

## 登場角色
史亞克（Alcatraz Smedry）
故事主角，十三歲，一頭深棕色頭髮，被說是長著一張「天真無邪的面孔」。史家直系繼承人，擁有「破壞」天賦，同時也是一位眼鏡俠。在自由國度被視為英雄。自小被遺棄在哈噓國，在傅來琪女士的安排下住進不同的寄宿家庭裡，因此完全不知道自己的身世。他的天賦能夠令他破壞身邊所有東西，會使物品自行解體、無法使用或改變作用方式，是相當罕見的史家天賦。有一件很喜歡的綠色外套。
小時候一直無法控制自己的破壞天賦，總是不經意地弄壞別人的東西，並且被寄養父母嫌棄。亞克為了不讓自己被拋棄，選擇先拒絕對方，讓自己弄壞對方最珍貴的東西。後來在多次冒險之中開始改變性格，學會關心別人，也顯露出領導才能。
在第四集結尾釋放了天賦，同時令所有史家人的天賦一起失效。最後決定跟爺爺和母親一起潛入位於美國華盛頓區的圖書館員權力中心——高書館，以尋找父親史提卡，阻止他的解放史家天賦。
這部系列作品是他的自傳。為了向自由人說明自己並非他們心目中的英雄，他決定寫下自傳，把事實公諸於世。
芭詩蒂‧達特穆（Bastille Dartmoor）
十三歲，留了一把又長又直的銀色頭髮，穿著軍服。水晶人，史上最年輕的水晶騎士，成為騎士後的第一個任務就是擔任史理文的護衛，也同時有責任保護所有史家人。父親是納哈拉的國王，母親是水晶騎士，因此她本人也是一位公主（但她在成為騎士時亦放棄了王位繼承權）。脾氣暴燥，說話非常直接，經常出言諷刺史亞克，但當亞克陷入危險時也會非常擔心他。
曾經為了成為眼鏡俠而苦心學習，因此知道很多關於眼鏡俠的知識。
在第四集被圖書館員擊敗，陷入昏迷。
夏絲塔（Shasta）
別名傅來琪女士，不屬於任何派別的圖書館員，史亞克的母親。一直暪著史亞克，擔任他的監護社工，直到史理文出現並接走史亞克為止。說話尖酸刻薄。跟史提卡結婚後，得到了「丟失物品」的天賦。
對史亞克非常冷漠，一直表示自己並不在乎亞克，但在第三集中，亞克通過求真鏡片知道她在說謊。在第四集告訴亞克天賦的祕密和印卡納人滅亡的真相；最後決定和亞克及史理文一同潛入高書館，尋找史提卡。
史理文（Grandpa Leavenworth Smedry）
史亞克的爺爺，自由國度最重要的人物之一，也是眼鏡俠。最喜歡潛入各間圖書館。天賦是「延遲事物」，能夠延遲疼痛、速度；也可以延遲自己抵達的時間，令別人的武器無法擊中自己；甚至延遲死亡。但這天賦也令他會在重要時刻遲到。
史提卡（Attica Smedry）
史亞克的父親，失蹤了十三年。天賦是「丟失物品」。是一名有點自大的學者，和夏絲塔跟史亞克的關係都不太好。
在第二集差點成為亞歷山大圖書館的幽靈館長，最後被史亞克救出。在第三集揚言要揭穿史家天賦的祕密，並使所有人都擁有天賦。第四集離開了納哈拉，下落不明。
史小唱
史亞克的遠親堂哥，天賦是「跌倒」，會令他在有危險時跌倒。莫基亞人，身材肥胖。是一名人類學家，專門研究哈噓國風俗，對槍枝特別有研究。
史昆汀
史亞克的表哥，天賦是「胡言亂語」。事實上他的「胡言亂語」能夠預示未來。同時，天賦也能夠令他進入反資訊輸出模式，令他的所有說話都變成胡言亂語，在第一集中他以這種方式令圖書館員無法通過拷問在他身上獲取任何資訊。翻譯鏡片能夠成功翻譯昆汀的胡言亂語。
史莉雅
史亞克的堂姊，小唱的妹妹，是個身材豐滿的十六歲少女，飛行器的駕駛員。也是個眼鏡俠，但沒法好好使用眼鏡。天賦是「在睡醒時看起來很糟」，能夠使她看起來像別人或別的東西。
史卡茲
史亞克的叔叔，個子矮小，只有四呎高，不是眼鏡俠。他是一名專攻神祕理論的學者，長時間研究史家天賦。和父親一樣喜歡冒險。列了一張清單來說明矮個子比高個子好的理由。天賦是「迷路」，能夠令自己轉移到別的地方，也可以使用在別人身上。
史傅森
史亞克的表哥，《納哈拉日報》的首席文學評論家，也是戲劇方面的特約撰稿人。喜歡為各種事物打分數。天賦是「把舞跳得很糟」，只要聽見音樂就會跳起像功夫一樣的舞步。
史愛迪
史亞克的堂妹，八歲，飛行器的駕駛員。皮膚黝黑，留著一頭黑色短髮，數學很差。天賦是「令物品的數量變成自己的算數結果」。她的天賦並不是憑空令東西變多或變少，而是把東西由一個地方轉移到別的地方。
卓傲琳
芭詩蒂的母親，也是名水晶騎士，更是納哈拉的皇后。做事一板一眼，對芭詩蒂要求很高。
里克斯‧達特穆
納哈拉的王子，芭詩蒂的哥哥，是個小說家，曾經寫了一本以史亞克為主角的小說，書內附有一張會播放史亞克主題曲的玻璃光碟。喜歡學習哈噓國的說話方式。

## 世界觀
哈噓國度
被邪惡圖書館員控制的地區，包含所有現實世界的陸塊，原本是自由國度較落後的地區，使用槍枝等"落後"武器，歷史被圖書館員竄改。
自由國度
由三塊佔據太平洋和大西洋的陸塊組成，有沙子科技、天賦等魔法，和圖書館員為對立關係
納哈拉
位於南太平洋，由達特穆家族統治，史理文和史昆丁的家鄉，也是恐龍的發源地。
莫基亞
由橫貫南北太平洋的地峽和數個小島組成，首都是土基土基，長年被圖書館員圍攻。
水晶地
水晶騎士的根據地，全由水晶製成。
世界尖塔
在太平洋中心的玻璃高塔，看起來像超大的釘子，結構從大氣層一路延伸到地心，可以從上面跳傘下來。
玻璃
自由國度科技，由沙子製成，任何人都能使用，每種玻璃有不同功能。例如擴張空間、遠距傳話、傳送物體或黏在表面上。
鏡片
只有眼鏡俠能使用，啟用時須將鏡片戴上並集中注意力，使用太多會消耗精力，熟練的眼鏡俠可以同時使用多個鏡片。種類包含:
給予鏡片 : 綠紫色，能把使用者的某種特質轉移到目標身上。
傳話鏡片 : 能讓兩位使用者在短距離內溝通，但史亞克找到遠距使用的方法。
眼鏡俠鏡片 : 粉紅色或紅色，能讓使用者看到他需要看到的東西，並偵測其他眼鏡俠的力量，還能擋住攻擊，因此是眼鏡俠的基本配備。
戰士鏡片 : 灰色或黑色，增強使用者的肢體能力，唯一一個非眼鏡俠能用的鏡片。
招火鏡片 : 透明中央有紅點，能發出雷射光射向目標，超容易使用，碰到可能就會意外啟動。
追蹤鏡片 : 黃色，讓使用者看到其他人的腳印，每個人的腳印都不同，使用者越熟悉的人，腳印可以維持越久，最容易使用的鏡片之一。
刑求鏡片 : 綠黑色，能對目標造成極大的痛苦，使用超過五秒就會造成永久傷害。
翻譯鏡片 : 用拉許之沙做成，非常稀有，能讓使用者理解任何語言，包含遺忘之語，傳說有強大功能，故成為圖書館員搶奪的目標。
沙子
可以用來製造鏡片、玻璃等沙裏邁科技，粗略分為兩種:
亮沙 : 最常見的沙子，會發光並使其他沙子產生奇怪的效果，驅動大部分的沙裏邁科技
暗沙 : 少數沒有任何用處的沙子，圖書館員在哈噓國度灑滿暗沙，讓大眾覺得沙子常見又沒用。
眼鏡俠
能夠啟用和操作鏡片的人，是遺傳性能力，但也能透過婚姻關係取得。史家是著名的眼鏡俠家族。
圖書館員
系列中邪惡的代表，常戴著玳瑁粗框眼鏡、打蝴蝶結領帶，異常的強壯。控制哈噓國度。
由書記賓書丹創立，認為天賦、眼鏡俠力量和科技都需要被掌控，而掌控者最好是擁有高度知識的人，也就是圖書館員自已。
內部有不同派別，也會互相爭鬥，主要有四派 :
眼鏡黑客
常使用危險攻擊鏡片的眼鏡俠，會製造活化物，也就是讓無生命物活起來，過程中需要割捨部份人性，因此被自由國度視為邪術。眼鏡俠創造越多活化物，就離人類越遠。
書記骨頭幫
最小的派別，通常受人委託辦事，常混用哈噓國和沙裏邁科技。他們不是眼鏡俠，只能使用以眼鏡俠的血融煉的鏡片。部分成員會剝除身體某部位，換上活化金屬，這種詭異的習慣讓其他派的圖書館員都避開他們。
規範管理員
哈噓國最常見的圖書館員，擅長分類書籍，自稱親切無害。曾嘗試和納哈拉簽訂條約。
破碎鏡片團
他們自稱是賓書丹最忠誠的信徒，反對任何沙裏邁科技，會舉行儀式毀掉他們找到的鏡片。是邪惡圖書館員中最大的一群。
史家
自由國度的貴族，以"天賦"聞名。祖先是印卡納人，後代曾經統治過帝國，退位後仍在議會中有永久席位。行事通常瘋狂魯莽。
天賦
只有史家人才擁有天賦。也可以通過與史家成員結婚，獲得和配偶一樣的天賦。兄弟的天賦往往相似。
天賦可以分為四種，分別是空間、時間、物質世界和知識。印卡納輪標示了天賦的分類，它是一個被分成四等份的圓環，該四等份各代表四種天賦的分類，而輪子中心則標示了毀滅天賦。越純粹的天賦越靠近印卡納輪的中心。
印卡納人
古老民族，在好幾百年前就消失了，擁有許多神秘知識，創造了史家的天賦，但卻因為天賦遭受巨大的災難。於是他們毀掉自己的語言，避免人們再度利用知識帶來毀滅，
遺忘之語
印卡納人的語言，看起來就像胡言亂語，幾世紀以來都沒人成功破解。
水晶騎士
在自由國度保衛貴族的騎士。有超常的力量和速度，使用的水晶劍非常巨大，可以擋開鏡片放出的光束及傷害活化物。透過頸後嵌入的水晶連結到水晶地的心石，讓他們能共享知識和技藝，並感覺到彼此。如果心石被破壞，敵人可以透過水晶騎士和心石的連結傷害他們。